# 칼리 스틸
칼리 스틸(Carly Steel, 1982년 8월 21일 ~ )은 영국 출신 미국의 텔레비전 사회자, 배우이다.

## 출연 작품
- 그는 당신에게 반하지 않았다
- 스타 파워